# Escut de Benicarló
L'escut de Benicarló és un símbol representatiu oficial de Benicarló, municipi del País Valencià, de la comarca del Baix Maestrat. Té el següent blasonament:
| « | Escut partit. Primer, d'or, la creu de Montesa, antiga, de gules. segon, d'argent, el card florit de sinople, posat en pal. La bordura d'atzur, carregada amb quatre lisos d'argent. Al timbre, una corona reial. | » |

## Història

### Antecedents històrics

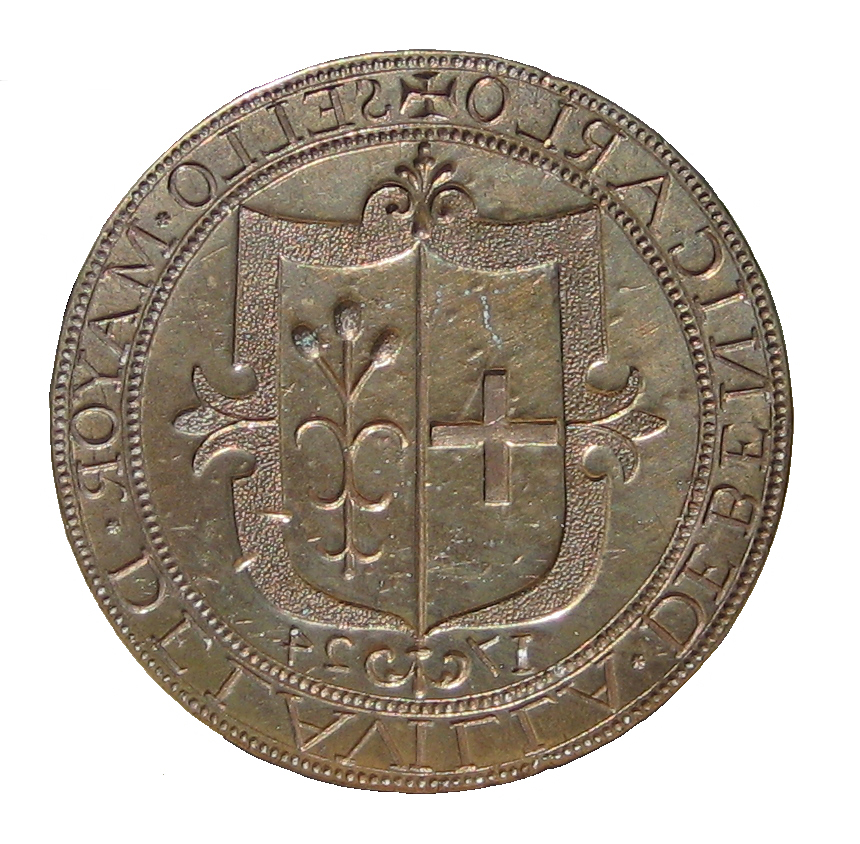
Segell Major de la vila de Benicarló de 1724.

La representació més antiga que ens ha arribat de l'escut de Benicarló és el segell major de la vila de 1724. Mostra un escut partit, a destra les armes de l'orde de Montesa, antics senyors de la població (des de 1319), i a sinistra un card, que són armes parlants de Benicarló. L'escut apareix dins d'una cartel·la com a element decoratiu, molt comú a les modes d'aleshores, i que no forma part de l'escut.
No obstant això, Vicente Giner Sospedra, en el seu llibre Notas históricas de Benicarló plantejà la hipòtesi que el card podria provenir de les darreres armes del llinatge dels Cardona, car Berenguer de Cardona (1291-1307) fou mestre del Temple, al qual va pertànyer l'alqueria de Binigazló. El Consell Tècnic d'Heràldica i Vexil·lologia no cregué possible aquesta hipòtesi, ja que ni els Cardona senyorejaren jamai la vila, ni tingueren mai tan estreta relació amb Benicarló com per a cedir-li l'ús de les seues armes.
En 1786 Bernardo Espinalt García, en la seua obra «Atlante español o Descripcion general de todo el Reino de España» fa la següent descripció: «Tiene por armas en escudo un cardo sivestre de gules».

Segell de 1876.

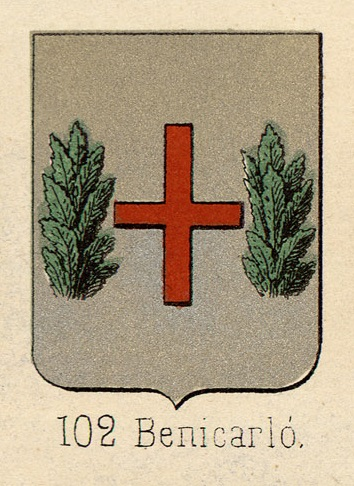
L'escut segons Piferrer (1860).

En 1842 l'Ajuntament de Benicarló decidí substituir el segell per altre, «més gran i net», però on apareix una carxofera molt realista en comptes del card, amb la següent afirmació: «en allò successiu s'usarà per a segell major de la vila aquell que a continuació i peu d'aquest acord s'estampa, per la raó de ser aquestes les armes de la població i no trobar-se més diferència entre aquest escut i l'anterior que la seua major dimensió i neteja en el fons».
En 1860 l'heraldista català Francesc Piferrer, en la seua obra Trofeo heroico dedicada a l'heràldica cívica espanyola, afirma que «[Benicarló] tiene por armas: en campo de plata cruz roja, acompañada de dos cardos verdes». Es tracta de la mateixa descripció que en feia el «Madoz» poc més d'una dècada abans: «El escudo de Benicarló figura [sic] una cruz de Montesa con un cardo á cada lado».
En l'Arxiu Històric Nacional es conserven dos segells en tinta de Benicarló de 1876, un de l'Alcaldia amb l'escut d'Espanya, i altre de l'Ajuntament amb l'escut de la població. Hi apareix una creu plana i la carxofera realista. No porta cap bordura.
En 1920, en la «Geografía General del Reino de Valencia», dirigida per F. Carreras Candi, en el capítol dedicat a Benicarló hi apareix el mateix segell de 1842. També sense cap bordura.

### Escut de 1971
L'escut fou rehabilitat pel Decret 541/1971, d'11 de març, del Ministeri de Governació, publicat al BOE núm. 77 de 31 de març de 1971.
Però, en l'informe previ al decret elaborat per la Reial Acadèmia de la Història, es va confondre la cartel·la del segell de 1724 amb una bordura, que no apareix en cap altra representació de l'escut.
Des de 2006 l'ajuntament utilitza un logotip amb una simplificació de l'escut, sense la bordura amb les flors de lis, i amb una corona oberta en comptes de la reial tancada.

### Proposta de restauració a la forma històrica

Proposta de restauració.

L'Ajuntament de Benicarló sol·licità en juliol de 2016 un informe sobre l'escut municipal al Consell Tècnic d'Heràldica i Vexil·lologia (CTHV), aportant l'estudi de Giner Sospedra. El CTHV determinà que l'escut de 1971 n'era una conseqüència d'una interpretació errònia del segell de 1724, i proposà la restauració de l'escut a la seua forma històrica, amb el següent blasonament:
| « | Escut quadrilong de punta redona. En el primer quarter, d'argent, creu de l'orde de Montesa de gules. Al segon, d'or, un card silvestre de gules. Per timbre, una corona reial oberta, tradicional al regne de València. | » |

Entre agost i setembre de 2016 l'Ajuntament consultà als veïns a través d'una aplicació web sobre la proposta de modificació on eixí majoria a favor del canvi. El 29 de setembre el Ple de l'Ajuntament aprovà iniciar el procediment de rehabilitació.

## Curiositats
Amb el pas del temps, el card de l'escut ha estat identificat també com una representació de la carxofa de Benicarló, producte arquetípic de la població.